# 奥古斯塔圣雅各伯堂

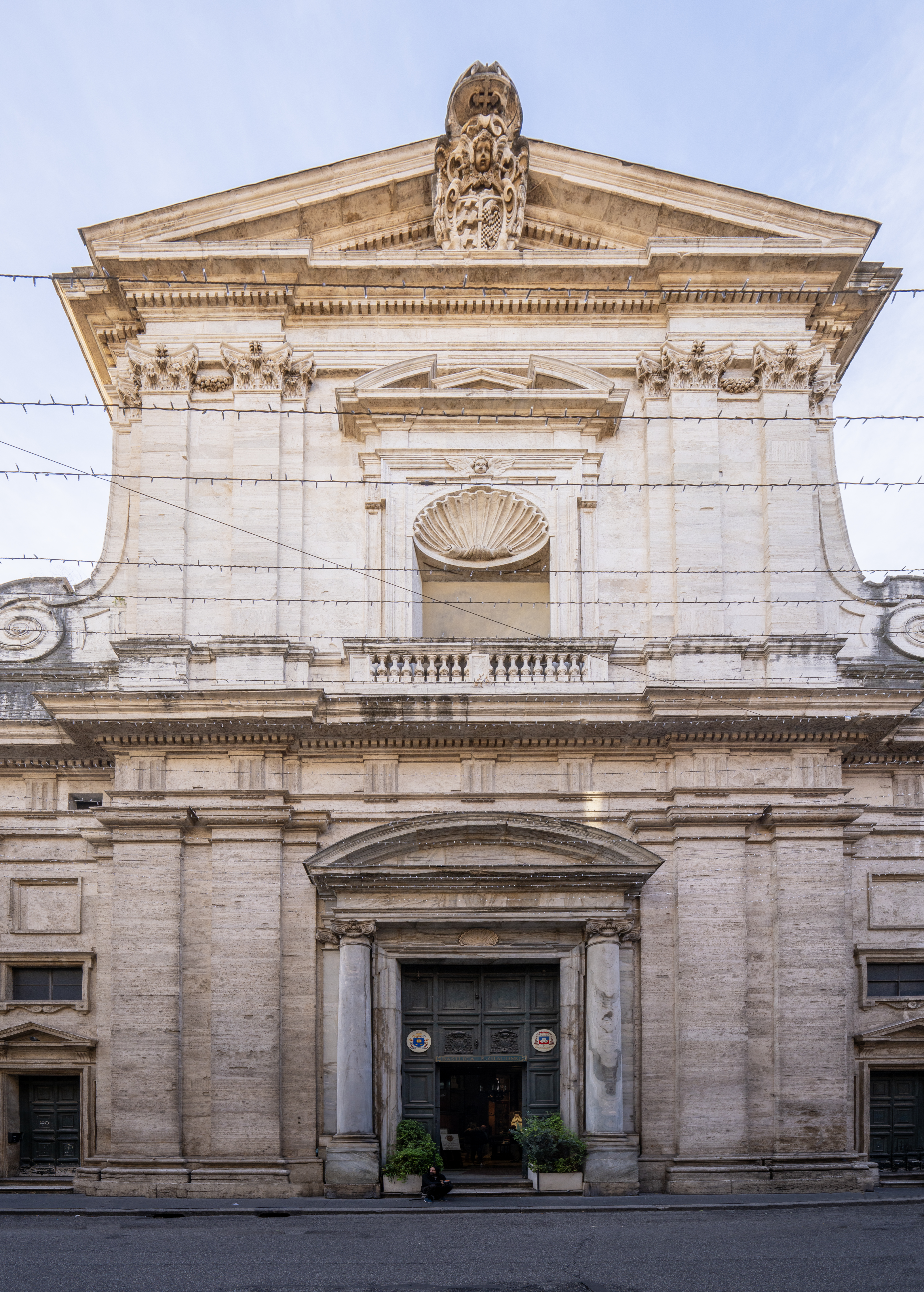

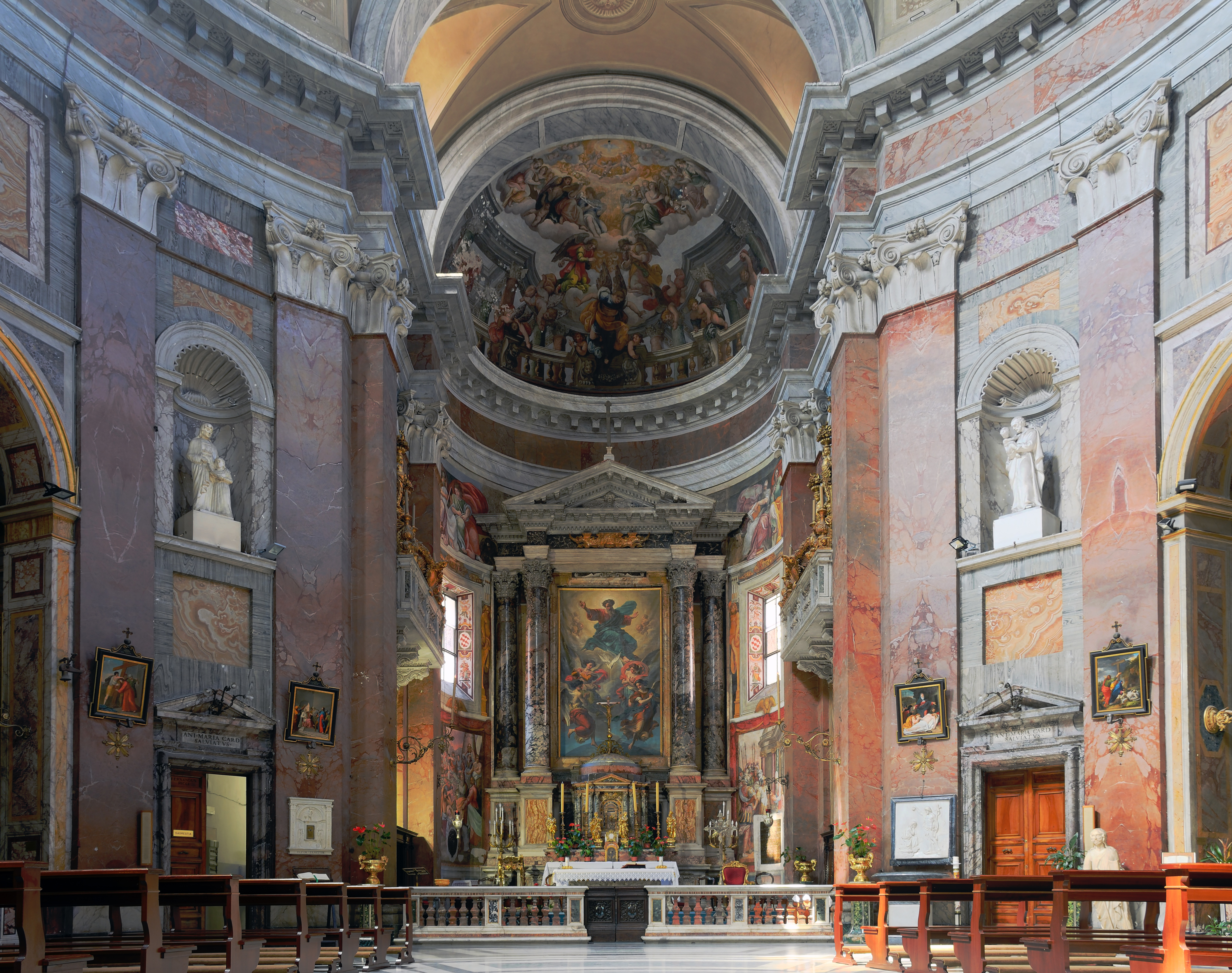

奥古斯塔圣雅各伯堂（Chiesa di San Giacomo in Augusta）又名不治之症者的圣雅各伯堂（Ospedale di San Giacomo degli Incurabili），是一座罗马天主教教堂，供奉聖長雅各伯。该堂为巴洛克建筑风格，位于意大利罗马市中心，战神广场区, 科尔索大道499号,人民广场以南大约三个街区，毗邻不治之症者的圣雅各伯医院（Hospital of San Giacomo degli Incurabili）。拉塔路耶稣与玛利亚圣名堂（Santissimi Nomi di Gesù e Maria in Via Lata）对面。后缀"奥古斯塔"是指邻近的奥古斯都陵墓。

## 历史
1339年，若望·科隆那枢机在此处建造一座教堂和一所收容不治之症者（Incurabili）的医院。因此又名不治之症者的圣雅各伯堂（San Giacomo degli Incurabili）。到1515年，医院处于荒废状态，但在几十年内在两个修会的监督下重新开放，目的是治愈那些梅毒患者。尼各老五世将其交给人民圣母会。该修会在佛罗伦萨的Antonio Maria Salviati枢机赞助下，创建教堂。这座椭圆形教堂由弗朗切斯科·达·沃特拉于1592年开始重建。前建筑师去世后, 立面和大部分内部装饰由卡洛·马代尔诺于1600年完成。
罗马共和国时期，家具和装饰被法国革命者所毁。
2014年2月22日教宗方济各将其封为领衔堂区，首任領此堂區銜的枢机为海地籍枢机希布利·朗格卢瓦。

## 内部
第二个小堂内有小皮埃尔·勒格罗斯的浮雕圣安多尼和圣母。侧墙上是朱塞佩·帕塞里的大型画作。
右边第一小堂的祭坛有克里斯福罗·朗卡利的画作复活，右边的第二个小堂有勒格罗斯的大理石浮雕圣方济各在祈祷。勒格罗斯还帮助完成了通廊的灰泥作品。
第三个小堂有多梅尼科·帕佩纳诺的《圣若翰洗者为基督施洗》。《最后的晚餐》由乔瓦尼·巴蒂斯塔·里奇绘制。维斯普西亚诺·斯特拉达绘制了History of Melchisedec 和 Story of Manna in the Desert。
左侧小堂是格拉齐亚尼的画作Nativity。圣雅各伯雕像由维古的伊波利托·布西完成。在第三个小堂纪念其赞助人弗吉尼亚·托尔西亚, 有许多弗朗切斯科·祖奇的画作.教堂,上面画着的"耶稣"。